# مايكل كريمر
مايكل روبرت كريمر (بالإنجليزية: Michael Robert Kremer) هو اقتصادي وأستاذ جامعي أمريكي، ولد في 12 نوفمبر 1964.

## وصلات خارجية
- مايكل كريمر على موقع مونزينجر (الألمانية)